# HC Dukla Jihlava 2013/2014
Tento článek se podrobně zabývá soupiskou a statistikami týmu HC Dukla Jihlava v sezoně 2013/2014.

## Přestupy

### Příchody
| Číslo | Pozice | Stát      | Hráč           | Věk | Odkud přišel                 | Typ             |
| ----- | ------ | --------- | -------------- | --- | ---------------------------- | --------------- |
| 12    | Ú      | Česko     | David Březina  | 20  | HC ČSOB Pojišťovna Pardubice | konec hostování |
| 5     | O      | Česko     | Zdeněk Čáp     | 21  | HC ČSOB Pojišťovna Pardubice | střídavé starty |
|       | O      | Česko     | Filip Dundáček | 18  | HC Rebel Havlíčkův Brod      | přestup         |
| 96    | Ú      | Česko     | Michal Důras   | 31  | PSG Zlín                     | hostování       |
| 18    | Ú      | Česko     | Petr Haluza    | 30  | Mountfield HK                | hostování       |
| 59    | O      | Slovensko | Oldrich Kotvan | 23  | PSG Zlín                     | hostování       |
| 5     | O      | Česko     | Petr Mocek     | 32  | HC ČSOB Pojišťovna Pardubice | hostování       |
| 2     | B      | Česko     | Lukáš Sáblík   | 37  | HC Energie Karlovy Vary      | hostování       |
| 20    | Ú      | Česko     | Filip Seman    | 28  | Piráti Chomutov              | přestup         |
| 72    | Ú      | Česko     | Petr Štěpánek  | 23  | SKLH Žďár nad Sázavou        | hostování       |
| 66    | Ú      | Česko     | Michal Velecký | 25  | Salith Šumperk               | hostování       |
| 11    | Ú      | Česko     | Viktor Ujčík   | 41  | HC Vítkovice Steel           | přestup         |
| 9     | O      | Česko     | Patrik Urbanec | 20  | PSG Zlín                     | střídavé starty |

### Odchody
| Pozice | Stát      | Hráč             | Věk | Kam odešel                   | Typ             |
| ------ | --------- | ---------------- | --- | ---------------------------- | --------------- |
| O      | Česko     | Tomáš Ficenc     | 36  | –                            | konec kariéry   |
| Ú      | Česko     | Martin Filip     | 42  | HC Stadion Vrchlabí          | přestup         |
| Ú      | Česko     | Daniel Hodek     | 39  | –                            | konec kariéry   |
| Ú      | Česko     | Michal Jeslínek  | 34  | –                            | konec smlouvy   |
| Ú      | Česko     | Jakub Kadlec     | 21  | HC Spartak Pelhřimov         | přestup         |
| Ú      | Česko     | Lukáš Krupka     | 28  | SKLH Žďár nad Sázavou        | hostování       |
| O      | Česko     | Rostislav Malena | 36  | SK Horácká Slavia Třebíč     | hostování       |
| Ú      | Česko     | Roman Maliník    | 23  | HC Vítkovice Steel           | konec hostování |
| B      | Česko     | Filip Novotný    | 22  | HC Sparta Praha              | konec hostování |
| O      | Slovinsko | Matić Podlipnik  | 21  | HC Verva Litvínov            | střídavé starty |
| Ú      | Česko     | Filip Seman      | 28  | HC Verva Litvínov            | střídavé starty |
| Ú      | Česko     | Viktor Ujčík     | 41  | –                            | konec kariéry   |
| O      | Česko     | Vojtěch Zadražil | 20  | PSG Zlín                     | střídavé starty |
| Ú      | Česko     | Adam Zeman       | 21  | HC ČSOB Pojišťovna Pardubice | střídavé starty |

## Přípravné zápasy
| 30. červenec 2013 | HC Dukla Jihlava | 5 – 2                   | HC ČSOB Pojišťovna Pardubice | Horácký zimní stadion, Jihlava |
|                   | HC Dukla Jihlava | (1 – 0 , 3 – 0 , 1 – 2) | HC ČSOB Pojišťovna Pardubice |                                |

|  | | Souhrn zápasu Report |                                             |             |
|  | --- | -------------------- | ------------------------------------------- | ----------- |
|  | 8' Ujčík (Podlipnik, Důras) 23' Důras 31' Čachotský (Kadlec, Dobrovolný) 32' Velecký 60' Velecký (Malec) |                      | 46' Somík (Sýkora, Marha) 57' Starý (Benák) | Diváků: 862 |

| 1. srpen 2013 | HC Dukla Jihlava | 3 – 4                   | Francie | Horácký zimní stadion, Jihlava |
|               | HC Dukla Jihlava | (1 – 1 , 1 – 3 , 1 – 0) | Francie |                                |

|  |                                                                     | Souhrn zápasu Report |                                                                      |             |
|  | ------------------------------------------------------------------- | -------------------- | -------------------------------------------------------------------- | ----------- |
|  | 18' Podlipnik (Zídek) 21' Zeman (Kadlec) 60' Hubáček (Mikeš, Malec) |                      | 5' Dusseau (Bedin) 34' Rech (Lamperier) 37' Kara (Thillet) 40' Serer | Diváků: 467 |

| 6. srpen 2013 | HC Dukla Jihlava | 4 – 3                   | Orli Znojmo | Horácký zimní stadion, Jihlava |
|               | HC Dukla Jihlava | (2 – 1 , 1 – 0 , 1 – 2) | Orli Znojmo |                                |

|  | | Souhrn zápasu Report |                                                                  |             |
|  | --- | -------------------- | ---------------------------------------------------------------- | ----------- |
|  | 11' Hubáček (Malec, Kaláb) 17' Andersons (Kadlec,Velecký) 33' Malec (Kaláb, Střecha) 51' Mikeš (Zeman) |                      | 4' Kilnar 42' Pavlikovský (Havlík, Podešva) 60' Lattner (Havlík) | Diváků: 506 |

| 8. srpen 2013 | HC Olomouc | 6 – 1                   | HC Dukla Jihlava | Zimní stadion, Olomouc |
|               | HC Olomouc | (2 – 1 , 1 – 0 , 3 – 0) | HC Dukla Jihlava |                        |

|  | | Souhrn zápasu Report |           |             |
|  | --- | -------------------- | --------- | ----------- |
|  | 14' Rác (Jaroměřský, Vodný) 14' Herman (Rác, Ondrušek) 35' Jaroměřský (Ondrušek, Heža) 51' Staněk (Jaroměřský) 58' Kucharczyk (Herman) |                      | 19' Ujčík | Diváků: 521 |

| 13. srpen 2013 | Orli Znojmo | 5 – 4                   | HC Dukla Jihlava | Hostan aréna, Znojmo |
|                | Orli Znojmo | (2 – 1 , 1 – 2 , 2 – 1) | HC Dukla Jihlava |                      |

|  | | Souhrn zápasu Report |                                                                                               |               |
|  | --- | -------------------- | --------------------------------------------------------------------------------------------- | ------------- |
|  | 1' Pucher (Podešva) 10' Thomas (Jarůšek) 34' Havlík (Podešva) 50' Pavlikovský (Havlík, Pucher) 57' Podešva (Lattner, Pucher) |                      | 12' Podlipnik (Důras) 29'Zeman (Čachotský) 31' Prokš (Podlipnik, Důras) 59' Čachotský (Zeman) | Diváků: 1.415 |

| 15. srpen 2013 | GKS Tychy | 1 – 3                   | HC Dukla Jihlava | Zimní stadion, Zvolen |
|                | GKS Tychy | (1 – 1 , 0 – 2 , 0 – 0) | HC Dukla Jihlava |                       |

|  |                     | Souhrn zápasu Report |                                                                                      |            |
|  | ------------------- | -------------------- | ------------------------------------------------------------------------------------ | ---------- |
|  | 6' Bagiński (Vítek) |                      | 3' Čachotský (Mikeš) 25'Zeman (Mikeš, Čachotský) 34' Čachotský (Dobrovolný, Rittich) | Diváků: 70 |

| 16. srpen 2013 | HK Nitra | 4 – 2                   | HC Dukla Jihlava | Zimní stadion, Zvolen |
|                | HK Nitra | (1 – 1 , 0 – 0 , 3 – 1) | HC Dukla Jihlava |                       |

|  |                                                                             | Souhrn zápasu Report |                                             |            |
|  | --------------------------------------------------------------------------- | -------------------- | ------------------------------------------- | ---------- |
|  | 11' Segľa 42' Pupák (Kováčik) 56' Rapáč (Kováčik) 59' Novák (Rapáč, Piačka) |                      | 7' Čachotský 58' Velecký (Čachotský, Důras) | Diváků: 82 |

## Ligová sezona

### Statistiky hráčů
| Pozice | Stát      | Jméno            | Zápasy | Obdržené branky | Počet střel | Čistá konta | Průměr obdržených branek | Úspěšnost zákroků (v %) | Trestné minuty |
| ------ | --------- | ---------------- | ------ | --------------- | ----------- | ----------- | ------------------------ | ----------------------- | -------------- |
| B      | Česko     | Tomáš Fučík      | 0      | 0               | 0           | 0           | 0                        | 0                       | 0              |
| B      | Česko     | David Rittich    | 41     | 81              | 1116        | 4           | 2.07                     | 92,74                   | 14             |
| B      | Česko     | Lukáš Sáblík     | 13     | 38              | 367         | 0           | 2.89                     | 89,65                   | 10             |
| Pozice | Stát      | Jméno            | Zápasy | Góly            | Asistence   | Body        | Trestné minuty           |                         |                |
| O      | Česko     | Zdeněk Čáp       | 24     | 1               | 13          | 14          | 43                       |                         |                |
| O      | Česko     | Roman Čermák     | 6      | 0               | 0           | 0           | 0                        |                         |                |
| O      | Česko     | Jiří Dobrovolný  | 51     | 2               | 13          | 15          | 89                       |                         |                |
| O      | Česko     | Filip Dundáček   | 0      | 0               | 0           | 0           | 0                        |                         |                |
| O      | Česko     | Oldřich Horák    | 1      | 0               | 0           | 0           | 2                        |                         |                |
| O      | Česko     | Václav Jaroš     | 24     | 3               | 2           | 5           | 6                        |                         |                |
| O      | Česko     | Martin Jícha     | 18     | 0               | 0           | 0           | 33                       |                         |                |
| O      | Česko     | Tomáš Kaláb      | 43     | 4               | 9           | 13          | 12                       |                         |                |
| O      | Česko     | Josef Kolda      | 3      | 0               | 0           | 0           | 2                        |                         |                |
| O      | Slovensko | Oldrich Kotvan   | 20     | 0               | 7           | 7           | 8                        |                         |                |
| O      | Česko     | Petr Mocek       | 48     | 4               | 9           | 13          | 42                       |                         |                |
| O      | Slovinsko | Matić Podlipnik  | 43     | 1               | 7           | 8           | 32                       |                         |                |
| O      | Česko     | Václav Půža      | 3      | 0               | 0           | 0           | 0                        |                         |                |
| O      | Slovinsko | Miha Štebih      | 49     | 3               | 4           | 7           | 30                       |                         |                |
| O      | Česko     | Hynek Tobola     | 7      | 1               | 0           | 1           | 0                        |                         |                |
| O      | Česko     | Patrik Urbanec   | 6      | 1               | 0           | 1           | 8                        |                         |                |
| O      | Česko     | Vojtěch Zadražil | 25     | 0               | 11          | 11          | 4                        |                         |                |
| Pozice | Stát      | Jméno            | Zápasy | Góly            | Asistence   | Body        | Trestné minuty           |                         |                |
| Ú      | Česko     | David Březina    | 11     | 2               | 0           | 2           | 0                        |                         |                |
| Ú      | Česko     | Tomáš Čachotský  | 44     | 18              | 47          | 65          | 44                       |                         |                |
| Ú      | Česko     | Michal Důras     | 47     | 9               | 25          | 34          | 40                       |                         |                |
| Ú      | Česko     | Petr Haluza      | 22     | 5               | 7           | 12          | 10                       |                         |                |
| Ú      | Česko     | Radek Hubáček    | 48     | 17              | 27          | 44          | 47                       |                         |                |
| Ú      | Česko     | Lukáš Jícha      | 13     | 0               | 0           | 0           | 2                        |                         |                |
| Ú      | Česko     | Jakub Kadlec     | 29     | 6               | 7           | 13          | 14                       |                         |                |
| Ú      | Česko     | Lukáš Krupka     | 15     | 0               | 5           | 5           | 16                       |                         |                |
| Ú      | Česko     | Martin Kuřítko   | 49     | 1               | 7           | 8           | 53                       |                         |                |
| Ú      | Česko     | Ondřej Malec     | 35     | 7               | 3           | 10          | 126                      |                         |                |
| Ú      | Česko     | Roman Mikeš      | 36     | 2               | 6           | 8           | 14                       |                         |                |
| Ú      | Česko     | Ondřej Pěška     | 3      | 0               | 2           | 2           | 0                        |                         |                |
| Ú      | Česko     | Marek Prokš      | 36     | 13              | 6           | 19          | 20                       |                         |                |
| Ú      | Česko     | Patrik Přidal    | 11     | 0               | 0           | 0           | 4                        |                         |                |
| Ú      | Česko     | Filip Seman      | 42     | 19              | 17          | 36          | 22                       |                         |                |
| Ú      | Česko     | Tomáš Střecha    | 9      | 1               | 1           | 2           | 4                        |                         |                |
| Ú      | Česko     | Petr Štěpánek    | 10     | 2               | 3           | 5           | 2                        |                         |                |
| Ú      | Česko     | Viktor Ujčík     | 3      | 1               | 3           | 4           | 4                        |                         |                |
| Ú      | Česko     | Michal Velecký   | 42     | 13              | 8           | 21          | 28                       |                         |                |
| Ú      | Česko     | Martin Vysloužil | 22     | 2               | 1           | 3           | 6                        |                         |                |
| Ú      | Česko     | Adam Zeman       | 45     | 28              | 13          | 41          | 18                       |                         |                |

### Základní část

#### 1. kolo
| 11. září 2013 | HC Dukla Jihlava | 2 – 1                   | AZ Havířov | Horácký zimní stadion, Jihlava |
| 17:30         | HC Dukla Jihlava | (0 – 0 , 2 – 0 , 0 – 1) | AZ Havířov |                                |

|  |                                                         | Souhrn zápasu Report |                            |                                     |
|  | ------------------------------------------------------- | -------------------- | -------------------------- | ----------------------------------- |
|  | 27:08' Čachotský (Zeman) 27:58' Ujčík (Zadražil, Prokš) |                      | 58:30' Maruna (J. Daneček) | Diváků: 1.688 Rozhodčí: Petr Blecha |

#### 2. kolo
| 14. září 2013 | HC Dukla Jihlava | 4 – 1                   | HC Benátky nad Jizerou | Horácký zimní stadion, Jihlava |
| 17:30         | HC Dukla Jihlava | (1 – 0 , 2 – 1 , 1 – 0) | HC Benátky nad Jizerou |                                |

|  | | Souhrn zápasu Report |                             |                                     |
|  | --- | -------------------- | --------------------------- | ----------------------------------- |
|  | 18:24' Hubáček (Čachotský) 37:28' Zeman (Zadražil) 39:02' Seman (Ujčík) 57:44' Čachotský (Ujčík, Podlipnik) |                      | 34:39' Plodek (Jonák, Říha) | Diváků: 1.345 Rozhodčí: Petr Úlehla |

#### 3. kolo
| 18. září 2013 | HC Most | 2 – 5                   | HC Dukla Jihlava | Zimní stadion, Most |
| 17:30         | HC Most | (1 – 2 , 1 – 2 , 0 – 1) | HC Dukla Jihlava |                     |

|  |                                                        | Souhrn zápasu Report | |                                     |
|  | ------------------------------------------------------ | -------------------- | --- | ----------------------------------- |
|  | 12:13' Smolka (Pavelka) 20:52' Smolka (Čížek, Písařík) |                      | 03:57' Zeman (Hubáček, Čachotský) 14:35' Prokš (Mikeš, Důras) 20:17' Seman (Čachotský) 32:24' Velecký (Podlipnik, Krupka) 56:57' Mikeš (Prokš, Důras) | Diváků: 456 Rozhodčí: Roman Svoboda |

#### 4. kolo
| 18. září 2013 | HC Dukla Jihlava | 3 – 1                   | HC Slovan Ústečtí Lvi | Horácký zimní stadion, Jihlava |
| 17:30         | HC Dukla Jihlava | (1 – 1 , 1 – 0 , 1 – 0) | HC Slovan Ústečtí Lvi |                                |

|  |                                                                         | Souhrn zápasu Report |                         |                                         |
|  | ----------------------------------------------------------------------- | -------------------- | ----------------------- | --------------------------------------- |
|  | 15:25' Kadlec (Důras) 32:32' Hubáček (Důras) 57:05' Hubáček (Čachotský) |                      | 06:40' Roubík (Baránek) | Diváků: 1.543 Rozhodčí: Jaromír Vampola |

#### 5. kolo
| 25. září 2013 | BK Mladá Boleslav | 4 – 0                   | HC Dukla Jihlava | ŠKO-ENERGO Aréna, Mladá Boleslav |
| 17:30         | BK Mladá Boleslav | (2 – 0 , 0 – 0 , 2 – 0) | HC Dukla Jihlava |                                  |

|  | | Souhrn zápasu Report |  |                                      |
|  | --- | -------------------- |  | ------------------------------------ |
|  | 11:42' Pabiška (Výborný) 14:07' Pojkar (Koudelka) 44:43' Lenc (Protivný, Koudelka) 48:17' Němeček (Broš, Klimenta) |                      |  | Diváků: 2.680 Rozhodčí: Michal Hrubý |

#### 6. kolo
| 28. září 2013 | HC Dukla Jihlava | 5 – 4 po pr.                    | HC Olomouc | Horácký zimní stadion, Jihlava |
| 17:30         | HC Dukla Jihlava | (1 – 3 , 3 – 1 , 0 – 0 ; 1 – 0) | HC Olomouc |                                |

|  | | Souhrn zápasu Report |                                                                                                |                                     |
|  | --- | -------------------- | ---------------------------------------------------------------------------------------------- | ----------------------------------- |
|  | 05:09' Seman (Čachotský, Hubáček) 28:49' Zeman (Kotvan) 33:55' Zeman (Čachotský, Seman) 35:15' Seman (Kadlec) 61:51' Zeman (Čachotský) |                      | 02:26' Diviš (Jergl) 04:15' Vodný (Řípa, Rác) 07:36' Kucharczyk (Kindl) 31:55' Herman (Knotek) | Diváků: 1.531 Rozhodčí: Jan Doležal |

#### 7. kolo
| 30. září 2013 | HC Motor České Budějovice | 1 – 0 po pr.                    | HC Dukla Jihlava | Budvar aréna, České Budějovice |
| 17:30         | HC Motor České Budějovice | (0 – 0 , 0 – 0 , 0 – 0 ; 1 – 0) | HC Dukla Jihlava |                                |

|  |                               | Souhrn zápasu Report |  |                                               |
|  | ----------------------------- | -------------------- |  | --------------------------------------------- |
|  | 60:31' Melka (Kotalík, Novák) |                      |  | Diváků: 3.771 Rozhodčí: Schmejkal P. Wutherle |

#### 8. kolo
| 2. říjen 2013 | HC Dukla Jihlava | 1 – 3                   | HC Rebel Havlíčkův Brod | Horácký zimní stadion, Jihlava |
| 17:30         | HC Dukla Jihlava | (0 – 1 , 1 – 1 , 0 – 1) | HC Rebel Havlíčkův Brod |                                |

|  |                | Souhrn zápasu Report |                                                            |                                           |
|  | -------------- | -------------------- | ---------------------------------------------------------- | ----------------------------------------- |
|  | 38:12' Velecký |                      | 02:05' Dvořáček (Maliník) 25:59' Endál (Říha) 47:04' Havel | Diváků: 2.257 Rozhodčí: Petr Blecha Hodek |

#### 9. kolo
| 5. říjen 2013 | SK Horácká Slavia Třebíč | 2 – 8                   | HC Dukla Jihlava | Mann+Hummel Arena, Třebíč |
| 17:30         | SK Horácká Slavia Třebíč | (1 – 4 , 1 – 3 , 0 – 1) | HC Dukla Jihlava |                           |

|  |                                                       | Souhrn zápasu Report | |                                         |
|  | ----------------------------------------------------- | -------------------- | --- | --------------------------------------- |
|  | 02:17' Dolníček (Čuřík, Rangl) 24:16' Dlapa (Nahodil) |                      | 08:42' Čachotský 09:23' Seman (Hubáček) 10:19' Kadlec (Kotvan) 17:50' Čachotský 28:36' Jaroš 30:08' Velecký (Hubáček, Zadražil) 37:24' Seman (Dobrovolný, Hubáček) 56:12' Podlipnik (Kadlec) | Diváků: 2.830 Rozhodčí: Jílek Schmejkal |

#### 10. kolo
| 9. říjen 2013 | HC Dukla Jihlava | 8 – 4                   | Salith Šumperk | Horácký zimní stadion, Jihlava |
| 17:30         | HC Dukla Jihlava | (2 – 1 , 3 – 1 , 3 – 2) | Salith Šumperk |                                |

|  | | Souhrn zápasu Report |                                                                                                 |                                     |
|  | --- | -------------------- | ----------------------------------------------------------------------------------------------- | ----------------------------------- |
|  | 06:21' Prokš (Zeman, Dobrovolný) 18:10' Zeman (Prokš, Čachotský) 31:10' Malec (Dobrovolný) 31:38' Velecký (Hubáček, Mocek) 37:35' Prokš (Zeman, Čachotský) 44:29' Zeman (Čachotský, Prokš) 46:53' Zeman (Čachotský) 51:58' Prokš (Zeman, Čachotský) |                      | 14:57' Plášek (Haas) 26:41' Kucsera (Hulva) 42:43' Holík (Haas) 43:48' Novotný (Moskal, Žálčík) | Diváků: 1.421 Rozhodčí: Petr Úlehla |

#### 11. kolo
| 12. říjen 2013 | SK Kadaň | 1 – 2 SN                       | HC Dukla Jihlava | Zimní stadion, Kadaň |
| 17:30          | SK Kadaň | (0 – 0 , 1 – 0 , 0 – 1; 0 – 0) | HC Dukla Jihlava |                      |

|  |                                            | Souhrn zápasu Report |                                                   |                                     |
|  | ------------------------------------------ | -------------------- | ------------------------------------------------- | ----------------------------------- |
|  | 28:57' Gajovský (Jíra) Kůs J. Novák Mainer |                      | 37:50' Zeman (Hubáček, Čachotský) Čachotský Zeman | Diváků: 200 Rozhodčí: Tomáš Luczków |

#### 12. kolo
| 16. říjen 2013 | HC Dukla Jihlava | 3 – 1                   | HC Stadion Litoměřice | Horácký zimní stadion, Jihlava |
| 17:30          | HC Dukla Jihlava | (0 – 0 , 1 – 1 , 2 – 0) | HC Stadion Litoměřice |                                |

|  |                                                                       | Souhrn zápasu Report |                        |                                      |
|  | --------------------------------------------------------------------- | -------------------- | ---------------------- | ------------------------------------ |
|  | 34:08' Březina (Kaláb, Podlipnik) 54:17' Hubáček (Seman) 59:36' Seman |                      | 27:23' Cingel (Forman) | Diváků: 1.569 Rozhodčí: Petr Přikryl |

#### 13. kolo
| 19. říjen 2013 | Medvědi Beroun 1933 | 2 – 3 SN                       | HC Dukla Jihlava | Zimní stadion, Beroun |
| 17:30          | Medvědi Beroun 1933 | (0 – 2 , 0 – 0 , 2 – 0; 0 – 0) | HC Dukla Jihlava |                       |

|  |                                                                                             | Souhrn zápasu Report |                                                                                             |                              |
|  | ------------------------------------------------------------------------------------------- | -------------------- | ------------------------------------------------------------------------------------------- | ---------------------------- |
|  | 51:15' Hrdel (Jebavý, Divíšek) 59:59' Kubica (Hrdel, A. Půlpán) Kubica Divíšek Jonáš Kubica |                      | 04:01' Velecký (Seman) 19:55' Čachotský (Podlipnik, Dobrovolný) Čachotský Zeman ? Čachotský | Diváků: 755 Rozhodčí: Souček |

#### 14. kolo
| 21. říjen 2013 | AZ Havířov | 3 – 5                   | HC Dukla Jihlava | K&K PNEU Aréna, Havířov |
| 17:30          | AZ Havířov | (0 – 1 , 2 – 3 , 1 – 1) | HC Dukla Jihlava |                         |

|  |                                                                  | Souhrn zápasu Report | |                                         |
|  | ---------------------------------------------------------------- | -------------------- | --- | --------------------------------------- |
|  | 28:10' Koma 32:07' Marosz (Roupec, Krisl) 55:09' Klimša (Maruna) |                      | 07:57' Kaláb (Čachotský, Mikeš) 24:17' Důras (Podlipnik) 29:20' Seman (Velecký) 33:38' Zeman (Mikeš, Čachotský) 44:09' Zeman (Mikeš) | Diváků: 2.113 Rozhodčí: Jaromír Vampola |

#### 15. kolo
| 23. říjen 2013 | HC Benátky nad Jizerou | 3 – 4 po pr.                   | HC Dukla Jihlava | Zimní stadion, Benátky nad Jizerou |
| 17:30          | HC Benátky nad Jizerou | (2 – 3 , 0 – 0 , 1 – 0; 0 – 1) | HC Dukla Jihlava |                                    |

|  |                                                                            | Souhrn zápasu Report | |                             |
|  | -------------------------------------------------------------------------- | -------------------- | --- | --------------------------- |
|  | 02:05' Krejčík (Jonák) 07:14' Skořepa (TS) 41:47' Skořepa (Vitásek, Bárta) |                      | 06:27' Kaláb (Dobrovolný, Čachotský) 07:39' Zeman (Čachotský, Dobrovolný) 14:48' Malec (Kadlec, Kuřítko) 63:07' Dobrovolný (Čachotský) | Diváků: 177 Rozhodčí: Talpa |

#### 16. kolo
| 26. říjen 2013 | HC Dukla Jihlava | 4 – 3 SN                       | HC Most | Horácký zimní stadion, Jihlava |
| 17:30          | HC Dukla Jihlava | (1 – 0 , 2 – 1 , 0 – 2; 0 – 0) | HC Most |                                |

|  |                                                                                     | Souhrn zápasu Report | |                              |
|  | ----------------------------------------------------------------------------------- | -------------------- | --- | ---------------------------- |
|  | 15:01' Seman (Důras, Krupka) 21:51' Březina (Kadlec) 36:23' Čachotský Hubáček Důras |                      | 24:21' Slavíček (Sedláček) 40:27' Pšurný (Pavelka, Čížek) 54:18' Charousek (Pavelka) Pšurný Písařík Slavíček | Diváků: 1.534 Rozhodčí: Volf |

#### 17. kolo
| 30. říjen 2013 | HC Slovan Ústečtí Lvi | 3 – 2                   | HC Dukla Jihlava | Zlatopramen Arena, Ústí nad Labem |
| 18:00          | HC Slovan Ústečtí Lvi | (2 – 1 , 1 – 0 , 0 – 1) | HC Dukla Jihlava |                                   |

|  |                                                                    | Souhrn zápasu Report |                                                                     |                                              |
|  | ------------------------------------------------------------------ | -------------------- | ------------------------------------------------------------------- | -------------------------------------------- |
|  | 03:54' Holomek (Roubík) 15:46' Tůma 21:03' Budínský (Boháč, Alinč) |                      | 11:47' Zeman (Čachotský, Kuřítko) 40:19' Kadlec (Čachotský, Kotvan) | Diváků: 1.534 Rozhodčí: Petružálek Schmejkal |

#### 18. kolo
| 2. listopad 2013 | HC Dukla Jihlava | 5 – 2                   | BK Mladá Boleslav | Horácký zimní stadion, Jihlava |
| 17:30            | HC Dukla Jihlava | (2 – 1 , 2 – 1 , 1 – 0) | BK Mladá Boleslav |                                |

|  | | Souhrn zápasu Report |                                                                 |                                               |
|  | --- | -------------------- | --------------------------------------------------------------- | --------------------------------------------- |
|  | 01:21' Malec (Podlipnik, Důras) 03:16' Seman (Hubáček, Důras) 29:36' Hubáček 33:14' Čachotský (Čáp) 59:14' Kadlec (Čáp) |                      | 10:28' Broš (Mikulík, Protivný) 36:15' Výborný (Nouza, Pabiška) | Diváků: 2.442 Rozhodčí: Petr Blecha Schmejkal |

#### 19. kolo
| 2. listopad 2013 | HC Olomouc | 2 – 4                   | HC Dukla Jihlava | Zimní stadion, Olomouc |
| 17:30            | HC Olomouc | (1 – 0 , 0 – 1 , 1 – 3) | HC Dukla Jihlava |                        |

|  |                                                              | Souhrn zápasu Report | |                                               |
|  | ------------------------------------------------------------ | -------------------- | --- | --------------------------------------------- |
|  | 14:17' Řípa (Bartoň, Herman) 49:30' Jaroměřský (Řípa, Diviš) |                      | 27:39' Zeman (Čachotský, Hubáček) 42:36' Čachotský 48:28' Zeman (Čachotský, Kaláb) 59:21' Seman (Důras, Hubáček) | Diváků: 1.774 Rozhodčí: Antonín Jeřábek Mrkva |

#### 20. kolo
| 9. listopad 2013 | HC Dukla Jihlava | 2 – 1                   | ČEZ Motor České Budějovice | Horácký zimní stadion, Jihlava |
| 17:30            | HC Dukla Jihlava | (1 – 0 , 0 – 1 , 1 – 0) | ČEZ Motor České Budějovice |                                |

|  |                                                         | Souhrn zápasu Report |                                 |                                 |
|  | ------------------------------------------------------- | -------------------- | ------------------------------- | ------------------------------- |
|  | 10:31' Malec (Čáp) 57:07' Kaláb (Dobrovolný, Čachotský) |                      | 28:05' Kotalík (Skuhravý, Kříž) | Diváků: 3.112 Rozhodčí: Vampola |

#### 21. kolo
| 11. listopad 2013 | HC Rebel Havlíčkův Brod | 3 – 2                   | HC Dukla Jihlava | Zimní stadion Kotlina, Havlíčkův Brod |
| 17:30             | HC Rebel Havlíčkův Brod | (0 – 1 , 2 – 0 , 1 – 1) | HC Dukla Jihlava |                                       |

|  |                                                                             | Souhrn zápasu Report |                                                                  |                                      |
|  | --------------------------------------------------------------------------- | -------------------- | ---------------------------------------------------------------- | ------------------------------------ |
|  | 23:25' Stach (Semrád, Korím) 28:49' Číp (Havel, Polodna) 58:45' Tomi (Říha) |                      | 00:41' Kadlec (Čachotský, Seman) 53:51' Hubáček (Čachotský, Čáp) | Diváků: 2.743 Rozhodčí: Fraňo Úlehla |

#### 22. kolo
| 13. listopad 2013 | HC Dukla Jihlava | 2 – 3 SN                       | SK Horácká Slavia Třebíč | Horácký zimní stadion, Jihlava |
| 17:30             | HC Dukla Jihlava | (0 – 0 , 0 – 2 , 2 – 0; 0 – 0) | SK Horácká Slavia Třebíč |                                |

|  |                                                                    | Souhrn zápasu Report |                                                         |                                        |
|  | ------------------------------------------------------------------ | -------------------- | ------------------------------------------------------- | -------------------------------------- |
|  | 42:24' Důras (Seman, Kotvan) 51:58' Štebih Čachotský Důras Velecký |                      | 21:33' Fořt (Křivohlávek) 29:13' Křivohlávek Čuřík Čech | Diváků: 2.758 Rozhodčí: Hribik Doležal |

#### 23. kolo
| 16. listopad 2013 | Salith Šumperk | 6 – 2                   | HC Dukla Jihlava | Tyršův stadion (Šumperk), Šumperk |
| 17:00             | Salith Šumperk | (3 – 1 , 1 – 0 , 2 – 1) | HC Dukla Jihlava |                                   |

|  | | Souhrn zápasu Report |                                                                   |                                     |
|  | --- | -------------------- | ----------------------------------------------------------------- | ----------------------------------- |
|  | 02:20' Brunec (Tesařík) 04:20' Haas (Plášek) 04:40' Moskal (Staněk, Dudáš) 26:28' Skoumal (Popelka, Staněk) 41:24' Staněk (Moskal, Sedlák) 45:38' Holík (Sedlák, Plášek) |                      | 17:36' Velecký (Kadlec, Kaláb) 58:51' Velecký (Čachotský, Kotvan) | Diváků: 1.082 Rozhodčí: Jeřábek ml. |

#### 24. kolo
| 20. listopad 2013 | HC Dukla Jihlava | 6 – 2                   | SK Kadaň | Horácký zimní stadion, Jihlava |
| 17:30             | HC Dukla Jihlava | (3 – 0 , 2 – 0 , 1 – 2) | SK Kadaň |                                |

|  | | Souhrn zápasu Report |                                                              |                               |
|  | --- | -------------------- | ------------------------------------------------------------ | ----------------------------- |
|  | 04:14' Zeman (Čachotský, Čáp) 05:19' Čachotský (Haluza) 06:31' Hubáček (Důras, Velecký) 22:01' Kadlec (Střecha, Kuřítko) 28:49' Velecký (Hubáček, Důras) 51:08' Čáp (Zeman, Kaláb) |                      | 40:24' Opalek (Charousek, Gajovský) 45:21' Mazanec (Chlouba) | Diváků: 1.512 Rozhodčí: Talpa |

#### 25. kolo
| 23. listopad 2013 | HC Stadion Litoměřice | 1 – 2 po pr.                   | HC Dukla Jihlava | Kalich aréna, Litoměřice |
| 17:00             | HC Stadion Litoměřice | (0 – 0 , 0 – 1 , 1 – 0; 0 – 1) | HC Dukla Jihlava |                          |

|  |                          | Souhrn zápasu Report |                                                |                                         |
|  | ------------------------ | -------------------- | ---------------------------------------------- | --------------------------------------- |
|  | 56:27' Čermák (Koudelka) |                      | 37:27' Velecký (Kadlec) 63:36' Velecký (Důras) | Diváků: 1.480 Rozhodčí: Jílek Schmejkal |

#### 26. kolo
| 27. listopad 2013 | HC Dukla Jihlava | 3 – 2                   | Medvědi Beroun 1933 | Horácký zimní stadion, Jihlava |
| 17:30             | HC Dukla Jihlava | (2 – 0 , 1 – 0 , 0 – 2) | Medvědi Beroun 1933 |                                |

|  |                                                                                              | Souhrn zápasu Report |                                                   |                              |
|  | -------------------------------------------------------------------------------------------- | -------------------- | ------------------------------------------------- | ---------------------------- |
|  | 16:02' Čachotský (Hubáček, Zeman) 17:19' Hubáček (Haluza, Štebih) 36:36' Čachotský (Hubáček) |                      | 48:21' Divíšek (Ondráček) 56:02' Klhůfek (Kubica) | Diváků: 1.521 Rozhodčí: Volf |

#### 27. kolo
| 30. listopad 2013 | HC Dukla Jihlava | 4 – 2                   | AZ Havířov | Horácký zimní stadion, Jihlava |
| 17:30             | HC Dukla Jihlava | (2 – 0 , 2 – 0 , 0 – 2) | AZ Havířov |                                |

|  | | Souhrn zápasu Report |                                             |                                |
|  | --- | -------------------- | ------------------------------------------- | ------------------------------ |
|  | 05:57' Hubáček (Důras) 18:13' Štebih (Haluza) 20:21' Zeman (Čáp, Čachotský) 36:26' Haluza (Zeman, Čachotský) |                      | 46:41' Sztefek 50:49' Říčka (Klimša, Krisl) | Diváků: 1.622 Rozhodčí: Blecha |

#### 28. kolo
| 2. prosinec 2013 | HC Dukla Jihlava | 4 – 2                   | HC Benátky nad Jizerou | Horácký zimní stadion, Jihlava |
| 17:30            | HC Dukla Jihlava | (3 – 0 , 0 – 1 , 1 – 1) | HC Benátky nad Jizerou |                                |

|  | | Souhrn zápasu Report |                                     |                                 |
|  | --- | -------------------- | ----------------------------------- | ------------------------------- |
|  | 00:39' Prokš (Čáp, Čachotský) 05:40' Zeman (Čachotský, Mocek) 13:50' Střecha 40:32' Mocek (Čachotský, Zeman) |                      | 36:23' Pabiška 44:15' Kica (Havlín) | Diváků: 1.263 Rozhodčí: Doležal |

#### 29. kolo
| 4. prosinec 2013 | HC Most | 4 – 5                   | HC Dukla Jihlava | Zimní stadion, Most |
| 17:30            | HC Most | (2 – 1 , 0 – 3 , 2 – 1) | HC Dukla Jihlava |                     |

|  | | Souhrn zápasu Report | |                                |
|  | --- | -------------------- | --- | ------------------------------ |
|  | 11:14' Smolka (Šimon, Nedrda) 17:18' Pavelka (Písařík, Slavíček) 44:40' Jurčík (Čížek, Drtil) 57:48' Čížek (Písařík) |                      | 02:41' Důras (Haluza, Hubáček) 34:03' Čachotský (Hubáček) 36:09' Vysloužil (Hubáček, Zadražil) 37:46' Hubáček (Čachotský) 52:55' Velecký (Kuřítko, Kadlec) | Diváků: 311 Rozhodčí: Zubzanda |

#### 30. kolo
| 7. prosinec 2013 | HC Dukla Jihlava | 9 – 3                   | HC Slovan Ústečtí Lvi | Horácký zimní stadion, Jihlava |
| 17:30            | HC Dukla Jihlava | (1 – 0 , 6 – 2 , 2 – 1) | HC Slovan Ústečtí Lvi |                                |

|  | | Souhrn zápasu Report |                                                                        |                                 |
|  | --- | -------------------- | ---------------------------------------------------------------------- | ------------------------------- |
|  | 01:41' Vysloužil (Velecký) 23:11' Důras (Hubáček, Haluza) 30:34' Čachotský (Malec, Krupka) 33:49' Malec (Čachotský, Krupka) 34:01' Hubáček (Důras, Haluza) 34:42' Prokš (Mikeš, Čachotský) 37:50' Prokš (TS) 45:28' Čachotský (Malec, Krupka) 52:04' Prokš (Štebih, Čáp) |                      | 33:30' Boháč (Hanzl, Černý) 34:16' Vávra 41:52' Baránek (Boháč, Hanzl) | Diváků: 1.523 Rozhodčí: Jeřábek |

#### 31. kolo
| 11. prosinec 2013 | BK Mladá Boleslav | 2 – 0                   | HC Dukla Jihlava | ŠKO-ENERGO Aréna, Mladá Boleslav |
| 17:30             | BK Mladá Boleslav | (1 – 0 , 1 – 0 , 0 – 0) | HC Dukla Jihlava |                                  |

|  |                                                                | Souhrn zápasu Report |  |                                       |
|  | -------------------------------------------------------------- | -------------------- |  | ------------------------------------- |
|  | 11:24' Vrbata (Toman, Výborný) 21:07' Nouza (Pabiška, Němeček) |                      |  | Diváků: 2.560 Rozhodčí: Fraňo Vampola |

#### 32. kolo
| 14. prosinec 2013 | HC Dukla Jihlava | 2 – 1 SN                       | HC Olomouc | Horácký zimní stadion, Jihlava |
| 17:30             | HC Dukla Jihlava | (0 – 1 , 0 – 0 , 1 – 0; 0 – 0) | HC Olomouc |                                |

|  |                                                                 | Souhrn zápasu Report |                                                            |                                       |
|  | --------------------------------------------------------------- | -------------------- | ---------------------------------------------------------- | ------------------------------------- |
|  | 47:42' Seman (Velecký, Důras) Čachotský Seman Hubáček Čachotský |                      | 03:36' Kucharczyk (Kindl, Staněk) Heža Selingr Pekr Houdek | Diváků: 1.798 Rozhodčí: Šindler Jílek |

#### 33. kolo
| 16. prosinec 2013 | ČEZ Motor České Budějovice | 1 – 3                   | HC Dukla Jihlava | Budvar aréna, České Budějovice |
| 17:30             | ČEZ Motor České Budějovice | (0 – 1 , 1 – 1 , 0 – 1) | HC Dukla Jihlava |                                |

|  |                     | Souhrn zápasu Report |                                                                                                |                                       |
|  | ------------------- | -------------------- | ---------------------------------------------------------------------------------------------- | ------------------------------------- |
|  | 27:38' Kotalík (TS) |                      | 04:00' Zeman (Čachotský, Kaláb) 37:34' Haluza (Velecký, Kaláb) 49:38' Zeman (Čachotský, Kaláb) | Diváků: 3.461 Rozhodčí: Ulehla Hribik |

#### 34. kolo
| 18. prosinec 2013 | HC Dukla Jihlava | 2 – 1                   | HC Rebel Havlíčkův Brod | Horácký zimní stadion, Jihlava |
| 17:30             | HC Dukla Jihlava | (0 – 0 , 1 – 1 , 1 – 0) | HC Rebel Havlíčkův Brod |                                |

|  |                                                                  | Souhrn zápasu Report |                                  |                                           |
|  | ---------------------------------------------------------------- | -------------------- | -------------------------------- | ----------------------------------------- |
|  | 21:16' Zeman (Kaláb, Dobrovolný) 55:13' Prokš (Zeman, Vysloužil) |                      | 34:44' Stach (Švihálek, Milfait) | Diváků: 2.698 Rozhodčí: Jeřábek Würtherle |

#### 35. kolo
| 21. prosinec 2013 | SK Horácká Slavia Třebíč | 1 – 3                   | HC Dukla Jihlava | Mann+Hummel Arena, Třebíč |
| 17:30             | SK Horácká Slavia Třebíč | (0 – 2 , 1 – 1 , 0 – 0) | HC Dukla Jihlava |                           |

|  |                                    | Souhrn zápasu Report |                                                                                   |                                       |
|  | ---------------------------------- | -------------------- | --------------------------------------------------------------------------------- | ------------------------------------- |
|  | 24:25' Mrázek (Wasserbauer, Raška) |                      | 01:05' Štebih (Hubáček) 12:53' Hubáček (Důras) 36:47' Prokš (Zadražil, Čachotský) | Diváků: 3.450 Rozhodčí: Hodek Jeřábek |

#### 36. kolo
| 4. leden 2014 | HC Dukla Jihlava | 6 – 0                   | Salith Šumperk | Horácký zimní stadion, Jihlava |
| 17:30         | HC Dukla Jihlava | (1 – 0 , 1 – 0 , 4 – 0) | Salith Šumperk |                                |

|  | | Souhrn zápasu Report |  |                               |
|  | --- | -------------------- |  | ----------------------------- |
|  | 12:15' Haluza (Čachotský, Kaláb) 38:04' Seman (Ujčík, Zadražil) 40:15' Zeman (Čachotský, Prokš) 43:30' Jaroš (Seman, Důras) 45:38' Zeman (Zadražil, Čachotský) 49:13' Haluza (Podlipnik, Čáp) |                      |  | Diváků: 2.196 Rozhodčí: Talpa |

#### 37. kolo
| 6. leden 2014 | SK Kadaň | 3 – 1                   | HC Dukla Jihlava | Zimní stadion, Kadaň |
| 17:30         | SK Kadaň | (0 – 1 , 1 – 0 , 2 – 0) | HC Dukla Jihlava |                      |

|  |                                                                          | Souhrn zápasu Report |                             |                              |
|  | ------------------------------------------------------------------------ | -------------------- | --------------------------- | ---------------------------- |
|  | 32:48' Chrpa 46:09' Račuk (Charousek, Hromas) 46:29' Ton (Pavlas, Havel) |                      | 04:07' Důras (Seman, Mocek) | Diváků: 203 Rozhodčí: Bejček |

#### 38. kolo
| 8. leden 2014 | HC Dukla Jihlava | 3 – 2 SN                       | HC Stadion Litoměřice | Horácký zimní stadion, Jihlava |
| 17:30         | HC Dukla Jihlava | (1 – 1 , 1 – 1 , 0 – 0; 0 – 0) | HC Stadion Litoměřice |                                |

|  |                                                                                      | Souhrn zápasu Report |                                                              |                                 |
|  | ------------------------------------------------------------------------------------ | -------------------- | ------------------------------------------------------------ | ------------------------------- |
|  | 07:46' Zeman (Čachotský) 38:35' Seman (Čachotský, Hubáček) Čachotský Velecký Hubáček |                      | 18:14' Šulc (Čermák) 24:58' Suja (Budínský) Kapanen Čermák ? | Diváků: 1.768 Rozhodčí: Doležal |

#### 39. kolo
| 11. leden 2014 | Medvědi Beroun 1933 | 2 – 1                   | HC Dukla Jihlava | Zimní stadion, Beroun |
| 17:30          | Medvědi Beroun 1933 | (1 – 0 , 0 – 0 , 1 – 1) | HC Dukla Jihlava |                       |

|  |                                                            | Souhrn zápasu Report |                         |                               |
|  | ---------------------------------------------------------- | -------------------- | ----------------------- | ----------------------------- |
|  | 05:31' Hrdel (Půlpán, Marek) 52:10' Malý (Petruška, Babka) |                      | 52:52' Důras (Zadražil) | Diváků: 482 Rozhodčí: Horinek |

#### 40. kolo
| 15. leden 2014 | AZ Havířov | 7 – 1                   | HC Dukla Jihlava | K&K PNEU Aréna, Havířov |
| 18:00          | AZ Havířov | (4 – 1 , 1 – 0 , 2 – 0) | HC Dukla Jihlava |                         |

|  | | Souhrn zápasu Report |                                      |                                 |
|  | --- | -------------------- | ------------------------------------ | ------------------------------- |
|  | 00:46' Marosz (Sztefek, Šedivý) 01:19' Maruna (Matějek, Šlahař) 10:01' Klimša 17:23' Šedivý (Sztefek, Marosz) 26:47' Sztefek (Šedivý, Krisl) 54:26' Koma (Říčka, Haas) 59:00' Šedivý (Marosz, Vosátko) |                      | 06:49' Zeman (Čachotský, Dobrovolný) | Diváků: 2.114 Rozhodčí: Trombík |

#### 41. kolo
| 18. leden 2014 | HC Benátky nad Jizerou | 0 – 5                   | HC Dukla Jihlava | Zimní stadion, Benátky nad Jizerou |
| 17:00          | HC Benátky nad Jizerou | (0 – 2 , 0 – 1 , 0 – 2) | HC Dukla Jihlava |                                    |

|  |  | Souhrn zápasu Report | |                                  |
|  |  | -------------------- | --- | -------------------------------- |
|  |  |                      | 05:38' Mikeš (Kuřítko, Štěpánek) 09:56' Seman (Hubáček, Zadražil) 38:50' Velecký (Zadražil, Mocek) 46:41' Zeman (Čachotský, Dobrovolný) 57:51' Malec (Jaroš) | Diváků: 472 Rozhodčí: R. Svoboda |

#### 42. kolo
| 22. leden 2014 | HC Dukla Jihlava | 6 – 3                   | HC Most | Horácký zimní stadion, Jihlava |
| 17:30          | HC Dukla Jihlava | (2 – 0 , 1 – 1 , 3 – 2) | HC Most |                                |

|  | | Souhrn zápasu Report |                                                                    |                                |
|  | --- | -------------------- | ------------------------------------------------------------------ | ------------------------------ |
|  | 09:20' Zeman (Čachotský, Hubáček) 09:46' Seman (Mocek, Důras) 35:42' Dobrovolný (Velecký, Důras) 40:29' Zeman (Čachotský, Štěpánek) 44:06' Malec (Velecký, Kuřítko) 52:09' Velecký (Důras, Seman) |                      | 36:04' Kafan 45:26' Vlček (Bojer, Smolka) 46:18' Slavíček (Nedrda) | Diváků: 1.568 Rozhodčí: Blecha |

#### 43. kolo
| 25. leden 2014 | HC Slovan Ústečtí Lvi | 4 – 3                   | HC Dukla Jihlava | Zlatopramen Arena, Ústí nad Labem |
| 18:00          | HC Slovan Ústečtí Lvi | (2 – 1 , 2 – 0 , 0 – 2) | HC Dukla Jihlava |                                   |

|  | | Souhrn zápasu Report |                                                                                     |                                 |
|  | --------------------------------------------------------------------------------------------------- | -------------------- | ----------------------------------------------------------------------------------- | ------------------------------- |
|  | 08:54' Loskot (Rod, Brož) 09:11' Přeučil (Grin, Alinč) 33:41' Vávra (Baránek) 38:45' Vaněk (Roubík) |                      | 19:22' Hubáček (Seman) 43:07' Prokš (Seman, Důras) 56:09' Kaláb (Dobrovolný, Zeman) | Diváků: 903 Rozhodčí: Würtherle |

#### 44. kolo
| 27. leden 2014 | HC Dukla Jihlava | 1 – 2                   | BK Mladá Boleslav | Horácký zimní stadion, Jihlava |
| 17:30          | HC Dukla Jihlava | (0 – 2 , 1 – 0 , 0 – 0) | BK Mladá Boleslav |                                |

|  |                              | Souhrn zápasu Report |                                                               |                                          |
|  | ---------------------------- | -------------------- | ------------------------------------------------------------- | ---------------------------------------- |
|  | 24:19' Haluza (Prokš, Zeman) |                      | 12:46' Jarůšek (Toman, Nouza) 17:25' Mikulík (Broš, Klimenta) | Diváků: 1.709 Rozhodčí: Schmejkal Smitka |

#### 45. kolo
| 29. leden 2014 | HC Olomouc | 0 – 2                   | HC Dukla Jihlava | Zimní stadion, Olomouc |
| 18:00          | HC Olomouc | (0 – 1 , 0 – 1 , 0 – 0) | HC Dukla Jihlava |                        |

|  |  | Souhrn zápasu Report |                                                     |                                        |
|  |  | -------------------- | --------------------------------------------------- | -------------------------------------- |
|  |  |                      | 07:00' Seman (Haluza) 23:28' Hubáček (Seman, Důras) | Diváků: 1.480 Rozhodčí: Hribik Trombík |

#### 46. kolo
| 1. únor 2014 | HC Dukla Jihlava | 2 – 3                   | ČEZ Motor České Budějovice | Horácký zimní stadion, Jihlava |
| 17:30        | HC Dukla Jihlava | (1 – 1 , 0 – 1 , 1 – 1) | ČEZ Motor České Budějovice |                                |

|  |                                                              | Souhrn zápasu Report |                                                                                     |                                 |
|  | ------------------------------------------------------------ | -------------------- | ----------------------------------------------------------------------------------- | ------------------------------- |
|  | 12:17' Kuřítko (Malec, Štěpánek) 52:17' Prokš (Seman, Mocek) |                      | 04:11' Kuchejda (Šachl) 23:29' Boháč (Pajić, Kotalík) 59:20' Pajić (Novák, Kotalík) | Diváků: 2.571 Rozhodčí: Vampola |

#### 47. kolo
| 3. únor 2014 | HC Rebel Havlíčkův Brod | 3 – 5                   | HC Dukla Jihlava | Zimní stadion Kotlina, Havlíčkův Brod |
| 17:30        | HC Rebel Havlíčkův Brod | (1 – 1 , 0 – 2 , 2 – 2) | HC Dukla Jihlava |                                       |

|  |                                                                           | Souhrn zápasu Report | |                                       |
|  | ------------------------------------------------------------------------- | -------------------- | --- | ------------------------------------- |
|  | 08:40' Korím (Kadlec) 41:33' Pohl (Gengel) 55:33' Drtina (Maliník, Stach) |                      | 00:19' Prokš (Seman, Hubáček) 27:41' Mocek (Čáp) 32:34' Mocek (Čáp, Seman) 48:55' Hubáček (Mocek, Dobrovolný) 59:47' Jaroš (Hubáček) | Diváků: 2.631 Rozhodčí: Hribik Úlehla |

#### 48. kolo
| 5. únor 2014 | HC Dukla Jihlava | 0 – 3                   | SK Horácká Slavia Třebíč | Horácký zimní stadion, Jihlava |
| 17:30        | HC Dukla Jihlava | (0 – 1 , 0 – 1 , 0 – 1) | SK Horácká Slavia Třebíč |                                |

|  |  | Souhrn zápasu Report |                                                                                       |                                          |
|  |  | -------------------- | ------------------------------------------------------------------------------------- | ---------------------------------------- |
|  |  |                      | 10:24' Dolníček (Dočekal) 39:43' Laš (Moučka, Bilčík) 54:54' Dietz (Dočekal, Valenta) | Diváků: 2.471 Rozhodčí: Schmejkal Smitka |

#### 49. kolo
| 8. únor 2014 | Salith Šumperk | 6 – 2                   | HC Dukla Jihlava | Tyršův stadion (Šumperk), Šumperk |
| 17:00        | Salith Šumperk | (1 – 1 , 0 – 2 , 2 – 2) | HC Dukla Jihlava |                                   |

|  | | Souhrn zápasu Report |                                                           |                               |
|  | --- | -------------------- | --------------------------------------------------------- | ----------------------------- |
|  | 11:50' Plášek (Holík, Sedlák) 19:36' Žalčík (Dudáš, Staněk) 37:11' Brunec (Staněk, Sedlák) 44:00' Sedlák (Staněk) 44:49' Semorád (Brunec) 59:06' Dudáš (Brunec, Sedlák) |                      | 36:20' Štěpánek (Pěška, Čáp) 51:48' Tobola (Pěška, Mikeš) | Diváků: 804 Rozhodčí: Trombík |

#### 50. kolo
| 10. únor 2014 | HC Dukla Jihlava | 1 – 0                   | SK Kadaň | Horácký zimní stadion, Jihlava |
| 17:30         | HC Dukla Jihlava | (1 – 0 , 0 – 0 , 0 – 0) | SK Kadaň |                                |

|  |                             | Souhrn zápasu Report |  |                                |
|  | --------------------------- | -------------------- |  | ------------------------------ |
|  | 17:29' Urbanec (Důras, Čáp) |                      |  | Diváků: 1.018 Rozhodčí: Blecha |

#### 51. kolo
| 14. únor 2014 | HC Stadion Litoměřice | 1 – 4                   | HC Dukla Jihlava | Kalich aréna, Litoměřice |
| 18:00         | HC Stadion Litoměřice | (0 – 1 , 1 – 2 , 0 – 1) | HC Dukla Jihlava |                          |

|  |                                | Souhrn zápasu Report | |                                            |
|  | ------------------------------ | -------------------- | --- | ------------------------------------------ |
|  | 20:37' Chlapík (Rubeš, Čermák) |                      | 08:54' Štěpánek (Kuřítko, Velecký) 26:34' Mocek (Důras, Hubáček) 29:22' Seman (Důras, Štebih) 46:32' Hubáček (Mocek) | Diváků: 700 Rozhodčí: Petružálek Schmejkal |

#### 52. kolo
| 19. únor 2014 | HC Dukla Jihlava | 4 – 3                   | Medvědi Beroun 1933 | Horácký zimní stadion, Jihlava |
| 17:30         | HC Dukla Jihlava | (1 – 1 , 2 – 1 , 1 – 1) | Medvědi Beroun 1933 |                                |

|  | | Souhrn zápasu Report |                                                                                    |                               |
|  | --- | -------------------- | ---------------------------------------------------------------------------------- | ----------------------------- |
|  | 01:23' Důras (Seman, Hubáček) 22:03' Hubáček (Dobrovolný, Čáp) 29:07' Seman (Štebih) 43:27' Důras (Hubáček, Seman) |                      | 14:35' Jebavý (Malý) 36:11' Vrdlovec (Babka, Kučný) 42:13' Marek (Vrdlovec, Hrdel) | Diváků: 322 Rozhodčí: Horinek |

## Play-off

### Čtvrtfinále

#### 1. zápas
| 22. únor 2014 | HC Dukla Jihlava | 2 – 0                   | AZ Havířov | Horácký zimní stadion, Jihlava |
| 17:30         | HC Dukla Jihlava | (2 – 0 , 0 – 0 , 0 – 0) | AZ Havířov |                                |

|  |                                                                       | Souhrn zápasu Report |  |                                        |
|  | --------------------------------------------------------------------- | -------------------- |  | -------------------------------------- |
|  | 10:15' Čachotský (Štěpánek, Dobrovolný) 11:00' Seman (Hubáček, Důras) |                      |  | Diváků: 2.167 Rozhodčí: Blecha Doležal |

#### 2. zápas
| 23. únor 2014 | HC Dukla Jihlava | 5 – 3                   | AZ Havířov | Horácký zimní stadion, Jihlava |
| 17:30         | HC Dukla Jihlava | (1 – 0 , 4 – 2 , 0 – 1) | AZ Havířov |                                |

|  | | Souhrn zápasu Report |                                                                                 |                                            |
|  | --- | -------------------- | ------------------------------------------------------------------------------- | ------------------------------------------ |
|  | 06:05' Zeman (Hubáček, Čachotský) 22:55' Seman 23:16' Zeman (Čachotský, Jaroš) 28:18' Mocek (Čachotský) 35:21' Štebih (Důras, Seman) |                      | 29:39' Kanko (Klimša) 33:35' Roupec (Šlahař, Daneček) 41:44' Klimša (Punčochář) | Diváků: 2.092 Rozhodčí: Petružálek Vampola |

#### 3. zápas
| 26. únor 2014 | AZ Havířov | 2 – 3                   | HC Dukla Jihlava | K&K PNEU Aréna, Havířov |
| 18:00         | AZ Havířov | (1 – 1 , 0 – 0 , 1 – 2) | HC Dukla Jihlava |                         |

|  |                                                       | Souhrn zápasu Report |                                                                                               |                                        |
|  | ----------------------------------------------------- | -------------------- | --------------------------------------------------------------------------------------------- | -------------------------------------- |
|  | 09:23' Sztefek (Škumát, Říčka) 47:59' Krisl (Jakúbek) |                      | 12:33' Kuřítko (Malec, Čáp) 45:54' Zeman (Čachotský, Hubáček) 46:21' Velecký (Malec, Kuřítko) | Diváků: 2.842 Rozhodčí: Vampola Úlehla |

#### 4. zápas
| 27. únor 2014 | AZ Havířov | 1 – 2                   | HC Dukla Jihlava | K&K PNEU Aréna, Havířov |
| 18:00         | AZ Havířov | (1 – 1 , 0 – 0 , 0 – 1) | HC Dukla Jihlava |                         |

|  |                              | Souhrn zápasu Report |                                                                 |                                         |
|  | ---------------------------- | -------------------- | --------------------------------------------------------------- | --------------------------------------- |
|  | 04:37' Kanko (Graca, Klimša) |                      | 15:00' Malec (Prokš, Kuřítko) 43:52' Zeman (Hubáček, Čachotský) | Diváků: 2.381 Rozhodčí: Doležal Přikryl |